# NGC 7043
NGC 7043 је спирална галаксија у сазвежђу Пегаз која се налази на NGC листи објеката дубоког неба.
Деклинација објекта је + 13° 37' 35" а ректасцензија 21h 14m 4,2s. Привидна величина (магнитуда) објекта NGC 7043 износи 13,8 а фотографска магнитуда 14,7. NGC 7043 је још познат и под ознакама UGC 11704, MCG 2-54-14, CGCG 426-24, KCPG 555B, PGC 66385.